# ひきこもり先生
『ひきこもり先生』（ひきこもりせんせい）は、2021年6月12日から7月10日まで毎週土曜 21時 - 21時50分にNHK総合の「土曜ドラマ」で放送されたテレビドラマ。全5回。主演は佐藤二朗。
シーズン2が2022年12月17日から12月24日まで毎週土曜 22時 - 23時13分にNHK総合の同じく土曜ドラマで放送された。全2回。
38歳から11年に渡ってひきこもり生活を続けていた男性が神奈川県内の市立中学校の非常勤講師となり、その中学校で起こる様々な問題に悪戦苦闘しながらも、ひきこもり仲間やサポーターなどの支えを受けながら奮闘する姿を描く。
本稿では第1作（シーズン1）をS1、第2作（シーズン2）をS2と表記する。

## キャスト
特記がない場合はS1、S2共通。

### 主要人物
上嶋陽平（うわしま ようへい）
演 - 佐藤二朗
38歳から11年間ひきこもり生活を送り、3年前に部屋から脱出した「ひきこもりサバイバー」。
友人に金銭絡みのトラブルで裏切られたことで心に深い傷を負い、人と接することが苦となり、ひきこもり、実の娘も傷つけてしまった。
接客もサービスもしないという一風変わった飲食店「焼きとり うめ」の店主に就き、ひきこもり生活を脱した直後、校長の榊からの依頼や藍子からの後押しを受け、不登校児・奈々との出会いを通し自身の出身校でもある梅谷中学校の非常勤講師に就任する。
親身になって接することから、STEPルームの生徒たちからは親しみを込めて「ヤキトリ」と呼ばれるようになる。
榊に伊藤の奈々へのいじめも明らかになると脅され、奥山のいじめの件が無かったように教育委員会に報告することを強要され、娘のゆいとの再会も上手くいかなかったことから精神的ストレスを受け、再びひきこもってしまうが、依田やSTEPルームの生徒たちから励まされ、学校を本当のことが言える生徒たちが安心できる場所にするために復帰する。
コロナ禍による2年間のブランクを経て、3年の副担任が抜けた代役を兼ね、梅谷中学校のSTEPルームの非常勤講師に復帰する。
ホームレス襲撃事件への生徒の関与疑惑で中止となった修学旅行に本当は生徒たちが行きたがっていると知り、教育委員会や学校、保護者たちに修学旅行の実施の許可を取り付けるのに尽力する。
磯崎藍子（いそざき あいこ）
演 - 鈴木保奈美
教育委員会から梅谷中学校に派遣されたスクールソーシャルワーカー。元社会福祉士。不登校児をサポートするとともに榊から非常勤講師となった陽平のサポートも要請される。奈々と接する陽平に対し、中途半端に関わると彼女を傷つけることになるので非常勤講師となることを勧める。
再会の機会がうまくいかなかった陽平とゆいの間を取り持ち、もう一度再会する場を与えて二人が和解するきっかけを与える。
篤人の母親・冴子に了承を得ることなく、松田家に生活支援サポートを送り込み、冴子からクレームを受けるが、サポートを受けることで親権を元夫に奪われると思った冴子が助けを求めたい気持ちを押し殺していたことを知る。

### 川藤市立梅谷中学校

#### 教員
深野祥子（ふかの しょうこ）
演 - 佐久間由衣
新人教師。STEPルームの担任。夏休み中もSTEPルームが運営されることから、大学時代の友人とハワイに行くはずだった予定を断念するなど、STEPルームの担任となり、不登校児や彼らを押し付ける教員たちの板挟みにあい、何も考えずなんとなく教員になったことを後悔する。しかし、問題を抱える生徒たちの悩みに向き合ううちに彼らに対し真摯に接する気持ちが強まり、学校に忖度して言葉を濁していた陽平が再びひきこもりってしまった原因を正直にSTEPルームの生徒たちに打ち明ける。
STEPルームの生徒たちだけで卒業式をしようと提案し、生徒たちも賛同する。コロナ禍による一斉休校で計画が頓挫しそうになるが、休校で閉ざされた中学校の校門の前で3年生を送り出す卒業式を開く。
田代恵吾（たしろ けいご）
演 - 佐野泰臣
数学教師。3年A組担任。STEPルームの運営に協力することに消極的。スクールカーストを利用してクラス運営をしており、いじめ問題を見て見ぬふりする。榊校長が教育長に就任すべきと発言するなど、校長の腰巾着的な行動をとる。
事なかれ主義で、ホームレス襲撃事件の生徒の関与疑惑を受け、修学旅行の中止を受け入れる（S2）。
永田智子（ながた ともこ）
演 - 今藤洋子（S1第1話・第3話 - 最終話、S2）
教員。今のクラス運営で手一杯でSTEPルームの運営に協力することに消極的。
修学旅行の中止反対派（S2）。
寺山八郎（てらやま はちろう）
演 - 松尾淳一郎
美術教師。校内のいたるところにダイヤルロックが捨てられていることを不審に思う（S2）。
緒方好美（おがた よしみ）
演 - 小柳美李（S1）
教員。
後藤晋作（ごとう しんさく）
演 - 横塚真之介（S1）
教員。
吉川（よしかわ）
演 - コトブキツカサ（S1）
教員。

菅原裕二（すがわら ゆうじ）
演 - 久松信美
教頭。
盛岡喜一
演 -  利重剛（S2）
校長。榊の後任。
榊徹三（さかき てつぞう）
演 - 高橋克典
校長。不登校児を支援するSTEPルーム運営の人手不足を解消するため、ひきこもりから立ち直った経験のある陽平に非常勤講師になるよう依頼する。教育長に就任することを目指しており、任命権のある市長が公約に掲げる「不登校ゼロ、いじめゼロ」を実現することでアピールしようとしていたことから、教育委員会に取り繕うために3年A組のいじめ問題を「人間関係のトラブル」と称して隠蔽する。
陽平が学校にいじめがあることを職員室で訴えるが、「いじめは本当にあるのか」と教員たちに圧力をかけて何も答えさせないパワハラを働く。しかし、その様子を磯崎がボイスレコーダーで録音しており、人事評価を行う教育委員会の西村に報告されたことで、問題のあるやり方を叱責され、市長にもその事実を伝えると言われたことで、自身が本当は人を育てられるような力があるような人間ではなかったと懺悔する。
コロナ禍で政府から一斉休校が通達された際は、子供たちの命を守るために卒業式の中止を決定するが、陽平の「諦めるのをやめませんか」との問いかけに施錠された校門を開き、STEPルームの生徒たちが校庭に入ることを許可する。
いじめ問題を隠蔽していたことから後に早期退職し、ホームレスの支援団体で活動するようになる。

#### STEPルームの生徒
不登校児を支援するため、好きな時間に登下校することができるように配慮された特別クラス
堀田奈々（ほった なな）
演 - 鈴木梨央（S1）
3年A組の不登校児。奥山を首謀者とするグループから2年生の頃に執拗ないじめを受け不登校となる。歩道橋から飛び降りようとするのを陽平に制止される。
中学1年の時に自身が母・美紀と不倫相手の男性との間に生まれた子供であったことを知り、自身を「生まれてきてはいけない子」「汚れた子」と苦しんでいたが、出会った陽平から「生きよう」と励まされ、STEPルームに登校するようになる。
松山ちひろ（まつやま ちひろ）
演 - 住田萌乃（S1）
1年A組の不登校児。両親の不和から現実逃避するためピアノに打ち込んでいたが、中学に入ると母から「才能がない」とピアノを辞めさせられてしまう。持て余した時間にスマホばかり弄っていたために母からスマホを取り上げられた際、友人からのLINEに返信出来なかったことから無視したと誤解され、翌日からクラスで無視されるようになり、その事が苦で不登校となる。
小川和幸（おがわ かずゆき）
演 - 田村継（S1）
1年A組の不登校児。9月の新学期初日に登校し、STEPルームが本当に好きな時に登下校してよいか質問する。亡くなった祖父に小学3年の頃に連れて行かれて以来、プロレスの大ファン。
中野祐太（なかの ゆうた）
演 - 小林颯（S1第2話 - 最終話）
2年A組の不登校児。恐竜が好きでSTEPルームでの自己紹介でミニチュアの骨格標本を持参しティラノサウルスについて説明する。
堀口葵（ほりぐち あおい）
演 - 原涼子 （S1）
2年C組の不登校児。
酒井恭子（さかい きょうこ）
演 - 渡来るひか（S1）
2年の不登校児。
田所英雄（たどころ ひでお）
演 - 水野哲志（S1）
2年の不登校児。
坂本征二（さかもと せいじ）
演 - 南出凌嘉（S1第2話 - 最終話）
3年B組の不登校児。走ることが好きで陸上部に所属し、長距離走で優秀な成績を収めてきた。2年前から個人営業のタクシー運転手だった父・征一が働くことが出来なくなり、母・ユキが家を出て家庭が崩壊したことにより不登校となる。
高橋幸生（たかはし ゆきお）
演 - 升水柚希（S1）
1年B組の不登校児。
三枝千夏（さえぐさ ちなつ）
演 - 立花ちやめ（S1）
2年C組の不登校児。
真野みなみ
演 - 木村湖音（S2)
3年A組。母親が薬物中毒で服役中のため、養護施設から登校している。不得意な数学と理科だけSTEPルームで授業を受けており、そのことでクラスメイトから見下され自身を卑下している。美術が得意で作品がコンクールで入賞し、陽平が受賞作品を3年A組の教室に展示するが、何者かに作品を破損される。
村岡みゆ
演 - 新井美羽（S2)

#### その他の生徒
伊藤和斗（いとう かずと）
演 - 二宮慶多 （S1）
3年A組の生徒。花壇の世話をする生き物係。スクールカーストの上位にいる奥山から命令され、2年生の頃クラスメイトの奈々のいじめに加担しており、その事で彼女に対し負い目を感じていた。奈々が不登校になると奥山たちから次のいじめの標的にされ、花壇の世話をすることでいじめから逃れようとしていたが、花壇を荒らされ、隠れていたトイレの個室にバケツで頭から水をかけられるなどのいじめを受ける。いじめられていることを察した陽平からの「苦しいときは学校なんか来なくていい」の一言で学校を長期欠席するが、STEPルームへ出席するようになり、奈々に過去のいじめの件を謝罪し和解を果たす。
山田弘志（やまだ ひろし）
演 - 山時聡真（S1第1話・第3話・第4話）
3年A組の生徒。奥山たちと奈々や伊藤をいじめていたが、校長の榊や担任の田代がいじめの事実を隠蔽するために伊藤と揉めていた生徒に話をすり替えられ、強引に仲直りをさせられる。本当のいじめの首謀者であった奥山が何のお咎めもなかった事から彼を標的にし、2階からバケツの水をかけるなどのいじめを行う。
松田篤人
演 - 寺田心（S2)
3年A組の生活委員。母子家庭で病の母の介護が必要なヤングケアラー。
母のケアやホームレス襲撃事件の現場に居合わせたことの発覚を恐れ疲弊し、教室で居眠りしているが、周囲には夜中にゲームをして寝不足と思われている。
ホームレス襲撃事件を撮影した映像に映っていたため、校長たちから呼び出しをくらうが、傍観していただけで襲撃への関与を否定し、襲撃事件に関わった疑惑で修学旅行が中止となったことをクラスメイトたちの前で涙ながらに謝罪する。
橋本大輝
演 - 柴崎楓雅（S2)
3年A組。篤人の友人。

### その他
頼子（よりこ）
演 - 北斗晶（S1第1話・最終話）
「焼きとり うめ」の常連客。陽平に焼き鳥店の仕事を世話した人物。
依田浩二（よだ こうじ）〈38〉
演 - 玉置玲央
陽平のひきこもり仲間。陽平から「ヨーダ君」と呼ばれている。陽平が非常勤講師になり社会復帰を果たすと、口先だけで仕事をしないと自分が見下されている被害妄想を抱くようになり陽平への対抗意識を露にし、長嶺に仕事を紹介してほしいと助けを求める。しかし、すい臓をやられておりそのショックから倒れてしまい、救急車で搬送され余命半年の宣告を受ける。
再びひきこもってしまった陽平の実家を訪れ、自身が余命宣告を受け時間がないことを引き合いにだし、陽平にはまだやり直す時間があると彼を励ます。
自らひきこもりの境遇を選んでいると公言していたが、実際は高校1年の頃に満員電車に乗れなくなり、父親に無理に学校に連れていかれるがそのうち自室からも出られなくなってしまっていた。そのため、父親から面倒は見るが自分の息子はいなかったことにすると縁切りを宣言されてしまい、38歳となった現在までひきこもり生活を続ける。その後STEPルームを訪れ、自身が余命いくばくもなく、ひきこもり生活を続けたことで世間の役に立つことができなかった後悔を生徒たちに告白し、彼らには後悔しない人生を送るようにと訴える。
余命宣告を受けていたが、その後容体が寛解に向かい、長嶺の主宰するひきこもりカレッジを支援するようになる。
清水はるか
演 - 成海璃子（S2）
依田の交際相手。中学時代ひきこもりを経験している。
長嶺幸二（ながみね こうじ）
演 - 半海一晃（S1第1話・第3話 - 最終話、S2）
ひきこもりカレッジの主催者。ひきこもり時代の陽平のサポーター。
宗形
演 - 日野陽仁（S2）
川藤市議。ホームレス襲撃事件の件で梅谷中学を訪問する。授業を抜け出しホームレスの移転場所を準備し、そこに泊まることを修学旅行とすることにした3年A組の生徒たちを見つけ、ホームレスに関わることを非難する。
髙橋福夫
演 - F・ジャパン
川藤市教育委員会の職員。
松田冴子
演 - 高橋由美子（S2）
篤人の母。篤人が小学校5年性の時に体調を崩し寝たきり状態で、篤人から介護を受けている。
しかし、生活支援サポートを受けると、養育能力がないと判断され、篤人の親権を別れた夫に奪われると危惧し、サポートを受けることを頑なに拒否する。
西村順子（にしむら じゅんこ）
演 - 室井滋（S1第1話・第4話・最終話、S2）
川藤市教育委員会 統括指導室長。梅谷中学にいじめがあるか調査するために陽平を呼び出し確認する。文部省がひきこもりの学生を無理に学校に通わせないでいいという方針に対し、学校は何のためにあるのだろうかと疑問を呈するも、公務員はお上の指示に従っていればよいとドライな考えも持ち合わせている。榊を校長に任命した人物であるが、磯崎の報告で榊が教員に圧力をかけるパワハラでいじめを隠蔽していたことを糾弾し、市長にも報告すると告げる。
陽平の父
演 - 島田順司（S1第1話 - 第3話）
陽平の父。故人。
上嶋美津子（うわしま みつこ）
演 - 白石加代子
陽平の母。ひきこもり生活を脱したばかりの陽平を暖かく見守る。
喜多川りえこ（きたがわ りえこ）
演 - 大石ともこ（S1第1話・第2話）
陽平の元妻。14年前にひきこもりとなった陽平と離婚している。
喜多川ゆい（きたがわ ゆい）
演 - 吉田美佳子 （S1第3話 - 最終話、S2）（幼少期：湯本柚子 〈S1第1話 - 第4話、S2〉）
陽平の一人娘。幼少期、友人に裏切られたショックで精神的に荒れていた陽平から接することを拒否され、母・りえこに引き取られる形で陽平と14年前に離別している。18歳の高校三年生となり、陽平が梅谷中学の非常勤講師になったネットニュースを見かけ、「焼きとり うめ」に密かに陽平の様子をうかがいに現れる。また、祖母の美津子にスマホで近況の写真を送信する。後日、陽平と再会の機会を設けるが、彼が自分のことを見ていないと苛立ってしまい、怒って帰ってしまう。しかし、その後も陽平のことが気になり中学校に様子を見に来ていたところを磯崎に気付かれ、磯崎の仲介で再会の場を設けてもらったことで、陽平との和解を果たす。
大学3年生となり、家族旅行の思い出がないことが影響して、就職活動は旅行会社を志望しているが、就活が上手くいかないことから同居を始めた陽平の実家で、大学を辞め、就職活動も止めてひきこもると宣言する。

### ゲスト

#### シーズン1
第1話
堀田美紀（ほった みき）
演 - 嘉門洋子
奈々の母。荒れた生活を送っており、奈々の不登校は彼女がサボっているだけで自分には責任がないと主張する。交際相手の祐介を追い払おうとする奈々に対し「お前が出ていけ」と罵声を浴びせる。
祐介（ゆうすけ）
演 - 長田成哉
美紀の交際相手。美紀と情事に及ぼうとしていたところを帰宅した奈々に目撃され、包丁を持った奈々に出て行けと脅される。
第2話
坂本征一（さかもと せいいち）
演 - 村上淳
坂本征二の父。個人営業のタクシー運転手で表彰される程の優秀なドライバーだった。2年前にもらい事故でケガをし働けなくなり、酒浸りとなった結果、妻に別居され、うつ気味でひきこもり深刻な貧困生活に陥り、征二にも当たり散らすようになる。生活保護申請や征二を児童相談所で保護することなどを勧める磯崎に応じなかったが、上嶋の励ましで息子が登校するようになり、それに触発されるように自身もひきこもりから脱する。
坂本ユキ
演 - 内山理名
坂本征二の母。家族と別居し風俗店で働いている。時折会いに来る息子・征二に冷たい態度を取る。
夫・征一が荒廃する前は、スーパーでパート勤務しながら家族を明るく支えていた。
第3話
奥山博喜（おくやま ひろき）
演 - 中川翼（S1第4話・最終話）
3年A組の生徒。スポーツ推薦を受けるなど表向きは優等生だが、スクールカーストの上位でクラスメイトの奈々や伊藤をいじめていた。磯崎からいじめの首謀者であることや、何かしらの悩みがいじめに走らせていることを看破され、彼女から何かあれば話を聞くからと声をかけられると涙ぐむ。
榊が強引にいじめの件を隠蔽したことが切っ掛けで山田から逆恨みされ、いじめの標的にされバケツの水をかけられたことから磯崎が助けようとするが、「転校するからいい」「気持ち悪い、この学校」と吐き捨て転校してしまう。
ビック
演 - フォンチー（S1第4話）
コンビニ「ピロマルチェーン」の外国人店員。依田が密かに好意を寄せる相手。
松山由美子（まつやま ゆみこ）
演 - 広山詞葉
ちひろの母。娘がSTEPルームに通っていることを恥と感じており、STEPルームに乗り込みちひろに普通学級に通うよう一方的に自分の意見を押し付ける。また、堀田や陽平だけでなく、校長の榊にも娘を普通学級に通わせるようにとクレームをつける。ちひろのスマホを取り上げたことが遠因で娘が不登校となったことを知らない。
松山徹（まつやま とおる）
演 - 佐々木仁
ちひろの父。妻・由美子との関係が破綻しており、その事で娘のちひろは気を病んでいる。
第4話
吉村なつき
演 - 伊東蒼（S1最終話）
2年生の生徒。深野に「学校が気持ち悪い」と助けを求めるが、先ずは担任に相談するようにと言われる。後日、1年生の頃にクラスメイトがいじめを受けている様子を目撃するが、教師は見て見ぬふりをし、自分も何も言ってあげられないことで毎朝吐いたり、体が動かなくなったりするが、周りの生徒たちが何事もないように振る舞う様子が「気持ち悪い」と感じるようになり、自分が間違っているのかと悩んでいたことを深野に打ち明け、「あなたは間違っていない」と救いの言葉をかけられる。

#### シーズン2
前編
ホームレス
演 - 一本気伸吾（S2第2話）
中学生たちに花火で襲撃されたホームレス。
中根桃子
演 - 村中暖奈
ゆいの就職活動仲間。インターンに来たはずがティッシュ配りばかりやらされたため、途中で放棄して帰ってしまう。
横田啓子
演 - 町田マリー
仕出し弁当屋でのゆいのバイト仲間。
羽賀タケル
演 - 村上純
ゆいの先輩。旅行会社の社員でゆいの就職を上司に推薦してくれるが、ゆいをホテルに誘う下心からであった。

後編
依田潔
演 - 加藤健一
浩二の父親。今の年齢になるまで親の稼ぎで暮らしてきた浩二に、はるかとの結婚生活がうまくいくはずがないと頭ごなしに決めつけ、浩二と対峙する。

吉田
演 - 麿赤兒
商店会会長。3年A組の生徒たちが自分たちの考えで修学旅行を計画し、ホームレスの移転場所を準備している気持ちを汲んで、宗方市議たちに働きかけ、彼らの修学旅行を認めさせる。

## スタッフ
- 原案 - 菱田信也
- 脚本 - 梶本恵美
- 演出
  - S1 - 西谷真一（NHK EP）、石塚嘉（NHK EP）
  - S2 - 一色隆司、田中健二（NHK EP）
- 音楽 - haruka nakamura
- 挿入歌 - GANG PARADE「ブランニューパレード」[注釈 4]（第1話）
- 制作統括
  - S1 - 城谷厚司（NHK EP）、訓覇圭（NHK）
  - S2 - 山本敏彦（NHK EP）、清水拓哉（NHK）
- 制作 - NHKエンタープライズ

## 放送日程

### シーズン1
| 各話   | 放送日        | サブタイトル           | 演出     |
| ------ | ------------- | ---------------------- | -------- |
| 第1話  | 2021年6月12日 | はじまりの一歩         | 西谷真一 |
| 第2話  | 6月19日       | ようこそ!STEPルームへ  | 西谷真一 |
| 第3話  | 6月26日       | いじめの法則           | 西谷真一 |
| 第4話  | 7月03日       | 戦場                   | 石塚嘉   |
| 最終話 | 7月10日       | できる、できる、できる | 石塚嘉   |

### シーズン2
| 各話 | 放送日         | サブタイトル      |
| ---- | -------------- | ----------------- |
| 前編 | 2022年12月17日 | どうでもよくない! |
| 後編 | 12月24日       | 言えなかったこと  |